# تله‌سور
تله‌سور (انگلیسی: Telesur) یک شبکه تلویزیونی زمینی و ماهواره ای آمریکای لاتین است که مقر آن نیز در کاراکاس در ونزوئلا واقع شده و توسط حکومت ونزوئلا حمایت می‌شود. این رسانه بودجه‌های اضافه ای از سوی دولت‌های کوبا، بولیوی، نیکاراگوئه و اروگوئه نیز دریافت می‌کند. این رسانه در سال ۲۰۰۵ زیر نظر حکومت هوگو چاوز با هدف پاسخی از سوی سوسیالیسم لاتین به شبکه خبری سی‌ان‌ان ایجاد شد.

اسپانسورهای فعلی
اسپانسورهای سابق